# حماسل (بني مطر)

تعديل مصدري - تعديل

حماسل هي إحدى قرى عزلة بني قيس بمديرية بني مطر التابعة لمحافظة صنعاء، بلغ تعداد سكانها 456 نسمة حسب تعداد اليمن لعام 2004.